# Häagen-Dazs
Häagen-Dazs (/ˌhɑːɡənˈdɑːs/) là thương hiệu kem lạnh của Mỹ được thành lập tại the Bronx, New York vào năm 1961 bởi đôi bạn doanh nhân gốc Ba Lan và Do Thái là Reuben và Rose Mattus. Công ty khởi đầu tại Brooklyn, New York với cửa hàng kem bán lẻ chỉ có 3 hương vị: vanilla, chocolate và cà phê vào ngày 15 tháng 11 năm 1976.
Hiện tại, thương hiệu này kinh doanh dưới hình thức nhượng quyền thương mại trên toàn nước Mỹ và nhiều quốc gia khác trong đó có Anh, Ấn Độ, Trung Quốc, Liban và Brazil. Ngoài ra công ty còn sản xuất các mặt hàng khác như kem que, bánh kem lạnh, kem sorbet, kem sữa chua và  gelato.

## Lịch sử

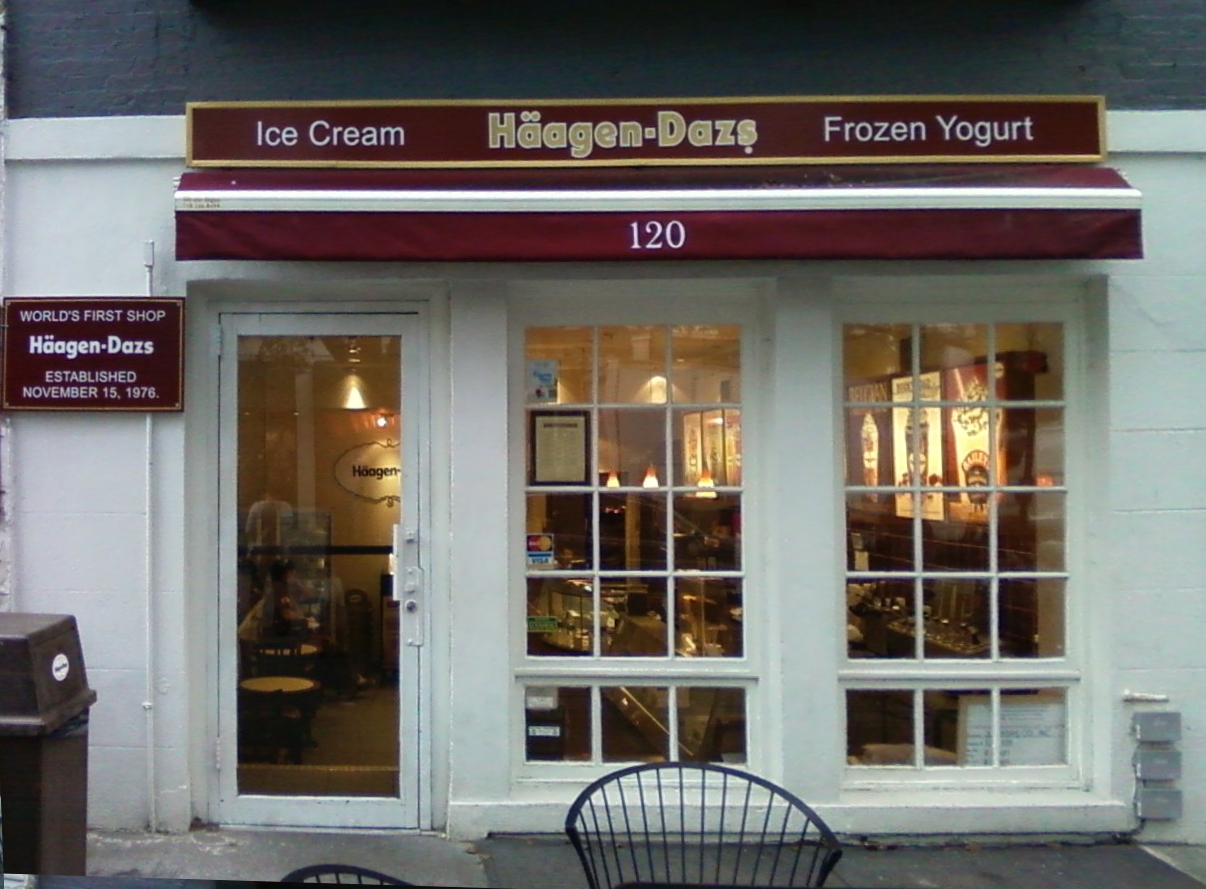
Cửa hàng đầu tiên của Häagen-Dazs tại New York.

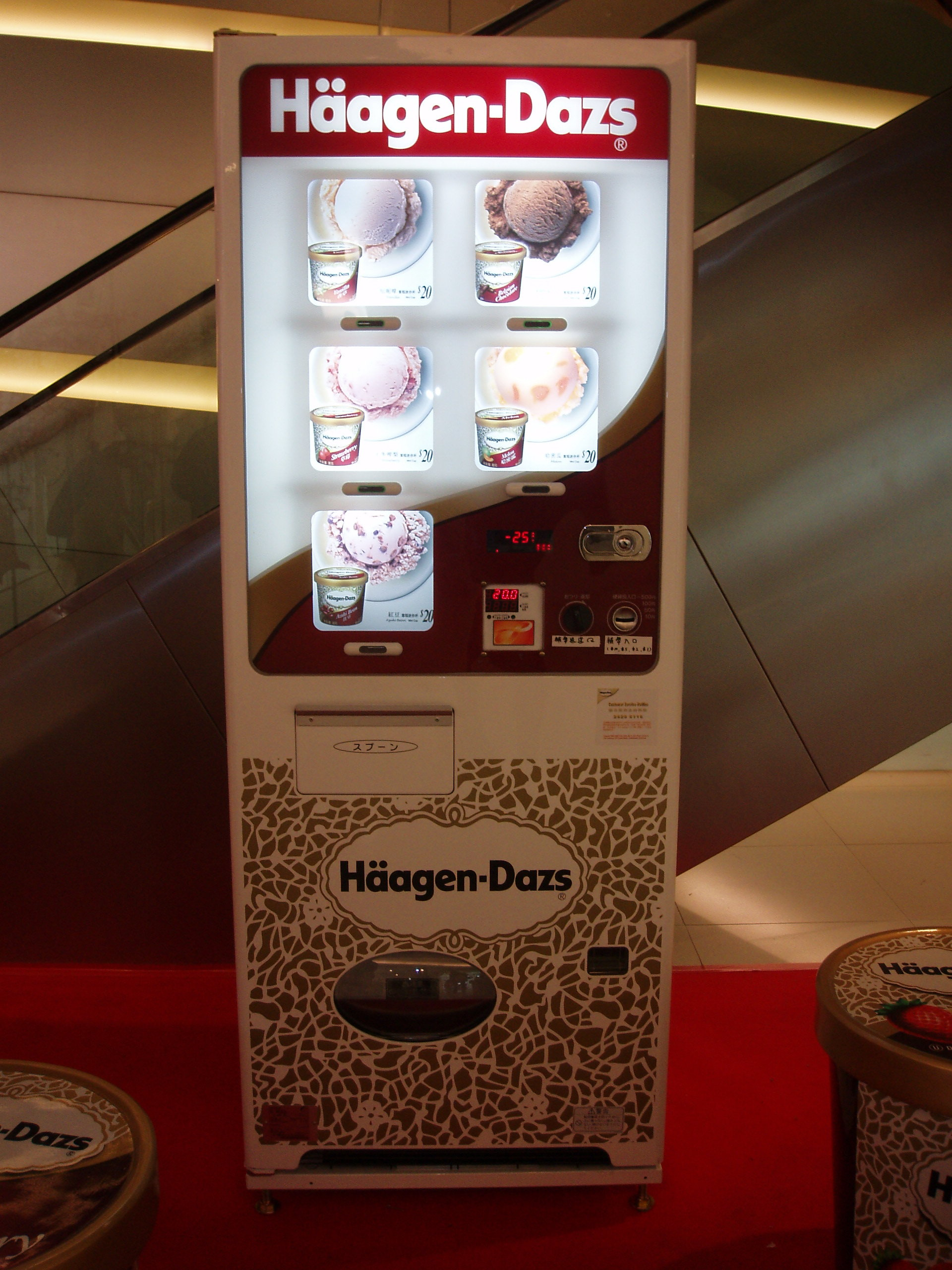
Máy bán kem Häagen-Dazs tự động tại Hồng Kông.

Người sáng lập của Häagen-Dazs là ông Reuben Mattus sinh tại Ba Lan vào năm 1912 có cha mẹ là người Do Thái. Cha ông qua đời trong Chiến tranh thế giới thứ nhất và người mẹ góa đưa hai con di cư đến thành phố New York năm 1921.
Họ tham gia cùng một người chú đang kinh doanh kem chanh Ý ở Brooklyn. Vào cuối những năm 1920, gia đình bắt đầu làm kem que, và đến năm 1929, họ bắt đầu làm kem que phủ sô cô la và bánh sandwich dưới tên Senator Frozen Products trên con phố Southern Boulevard ở Nam Bronx, giao chúng bằng xe ngựa kéo đến các cửa hàng trong khu phố ở Bronx.
Công ty Senator Frozen Products đã sinh lãi nhưng đến thập niên 1950, các nhà sản xuất kem lớn đã bắt đầu cuộc chiến về giá dẫn đến quyết định của anh ấy để làm một loại kem đặc cao cấp. Năm 1959, ông quyết định thành lập một công ty kem mới với cái tên mà ông nghĩ bằng tiếng Đan Mạch, Häagen-Dazs, một động thái được biết đến trong ngành tiếp thị là thương hiệu nước ngoài. Rose Mattus sẽ mặc quần áo lạ mắt để phân phối các mẫu miễn phí, mang đến cho kem một không khí tinh tế và đẳng cấp.

## Các sản phẩm

Các sản phẩm của Häagen-Dazs trong cửa hàng tại Hồng Kông.